# 以安站
以安站（越南语：／*/?）是越南胡志明市以安坊的一個鐵路車站，位于南北鐵路上，向北距離河內站1706公里，向南距離西貢站20公里。

## 參看
- 越南鐵路運輸